# Big Brain Academy
Big Brain Academy (やわらかあたま塾?, Yawaraka Atamajuku)

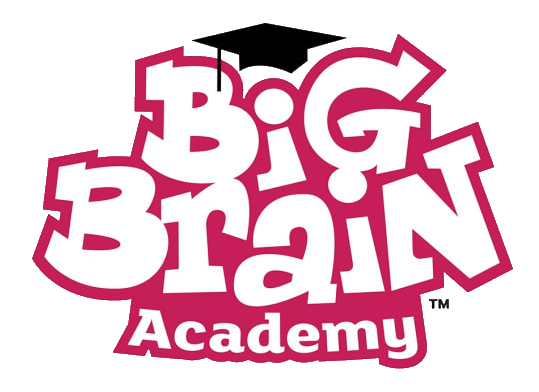
Logo del gioco

è un videogioco educativo pubblicato e sviluppato da Nintendo il 30 giugno 2005 in Giappone, il 5 giugno 2006 nel Nord America, il 5 luglio 2006 in Australia e il 7 luglio 2006 in Europa.
Il seguito Big Brain Academy per Wii è stato sviluppato per Wii ed è stato commercializzato nell'aprile 2007.

## Accoglienza
| Testata       | Giudizio |
| ------------- | -------- |
| Eurogamer     | 7/10     |
| GameSpot      | 7/10     |
| IGN           | 8,1/10   |
| Jeuxvideo.com | 13/20    |

Al 31 marzo 2008, Big Brain Academy aveva venduto 5,01 milioni di copie in tutto il mondo. Il gioco ha ricevuto un premio "Double Platinum" per le vendite dalla Entertainment and Leisure Software Publishers Association (ELSPA), a indicare vendite di almeno 600 000 copie nel Regno Unito. Big Brain Academy ha ricevuto recensioni contrastanti da parte della critica. Jeff Gerstmann di GameSpot ha descritto positivamente il gioco, descrivendolo come "facile da imparare ma ragionevolmente coinvolgente". Craig Harris di IGN lo ha definito "divertente", sebbene ritenesse la grafica del gioco come "un po' troppo zuccherosa e felice". Tom Bramwell di Eurogamer ha ritenuto che il gioco fosse "divertente in un modo innocente", sebbene lo considerasse troppo semplice.